# Chaînon Wisconsin
Le chaînon Wisconsin est un massif de montagnes dans la chaîne Horlick de la chaîne Transantarctique, se trouvant à l'est du glacier Reedy et incluant les nunataks Ford, les nunataks Gierloff et les Long Hills.

## Géographie
Les principaux sommets du chaînon sont les suivants :
| Sommet       | Altitude (en mètres) |
| ------------ | -------------------- |
| Pic Faure    | 3 940                |
| Mont Minshew | 3 895                |
| Haworth Mesa | 3 610                |
| Sisco Mesa   | 3 350                |
| Pic Murtaugh | 3 085                |

## Histoire
Le chaînon a été cartographié par l'USGS avec l'aide de photographies aériennes de l'US Navy en 1959-1964. Il est nommé en l'honneur de l'université du Wisconsin à Madison, qui a formé de nombreux chercheurs en Antarctique.